# Falkenseebach
Der Falkenseebach ist der linke Quellbach der Roten Traun in Oberbayern.
In alten Dokumenten findet sich der Name Marterbach bzw. Mahderbach.

## Verlauf
Der Falkenseebach entspringt etwa 600 m südwestlich des Falkensees zwischen Falkenstein (1181 m) und Großer Turm (1120 m) in mehreren Quellen im Naturschutzgebiet Östliche Chiemgauer Alpen. Er durchfließt den Falkensee und verläuft im Weittal nach Nordosten. Vor Inzell knickt er nach Westen ab und vereinigt sich mit dem wasserreicheren Großwaldbach zur Roten Traun.

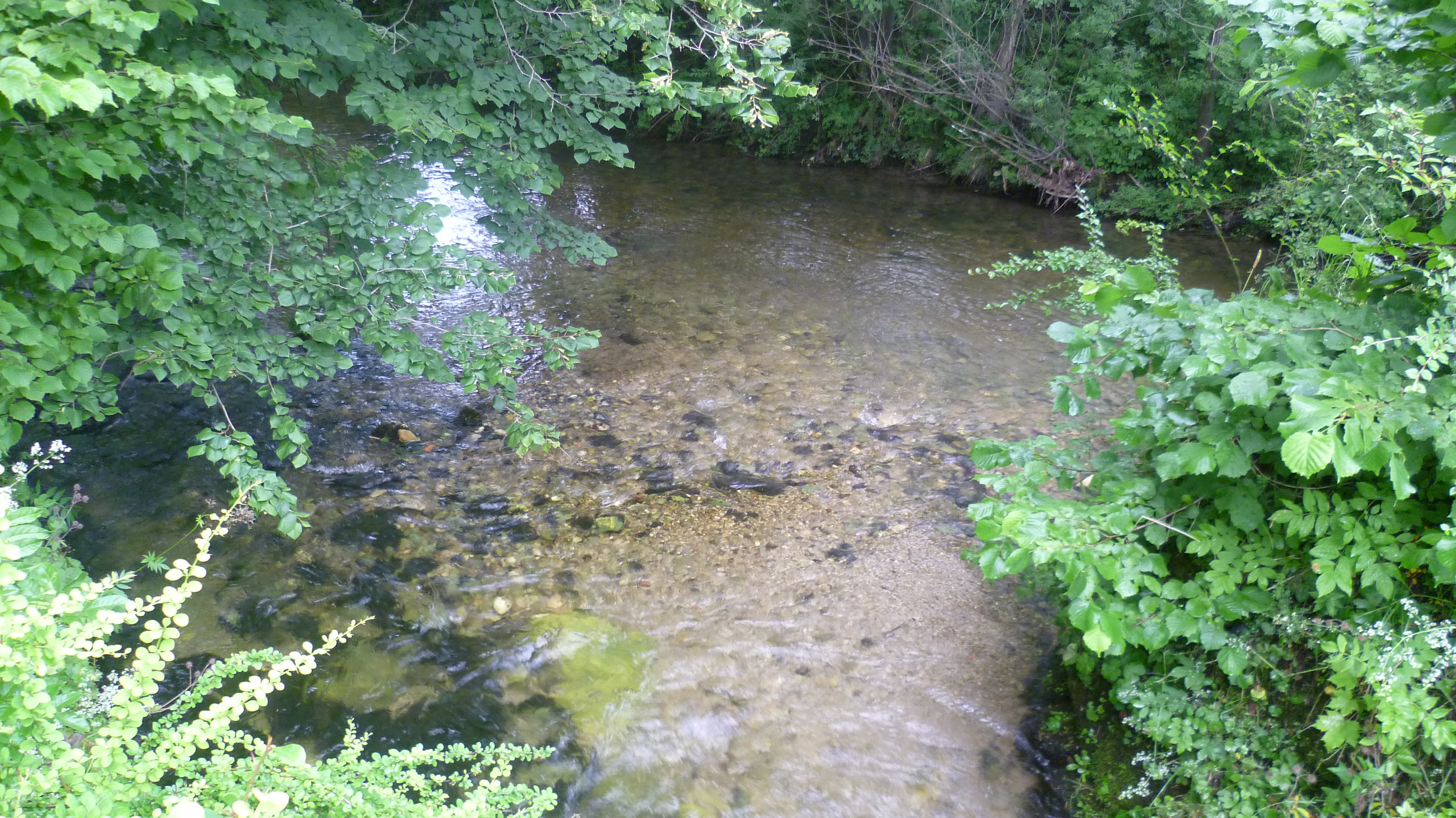
Zusammenfluss von Falkenseebach (vorne) und Großwaldbach (rechts) zur Roten Traun (links)
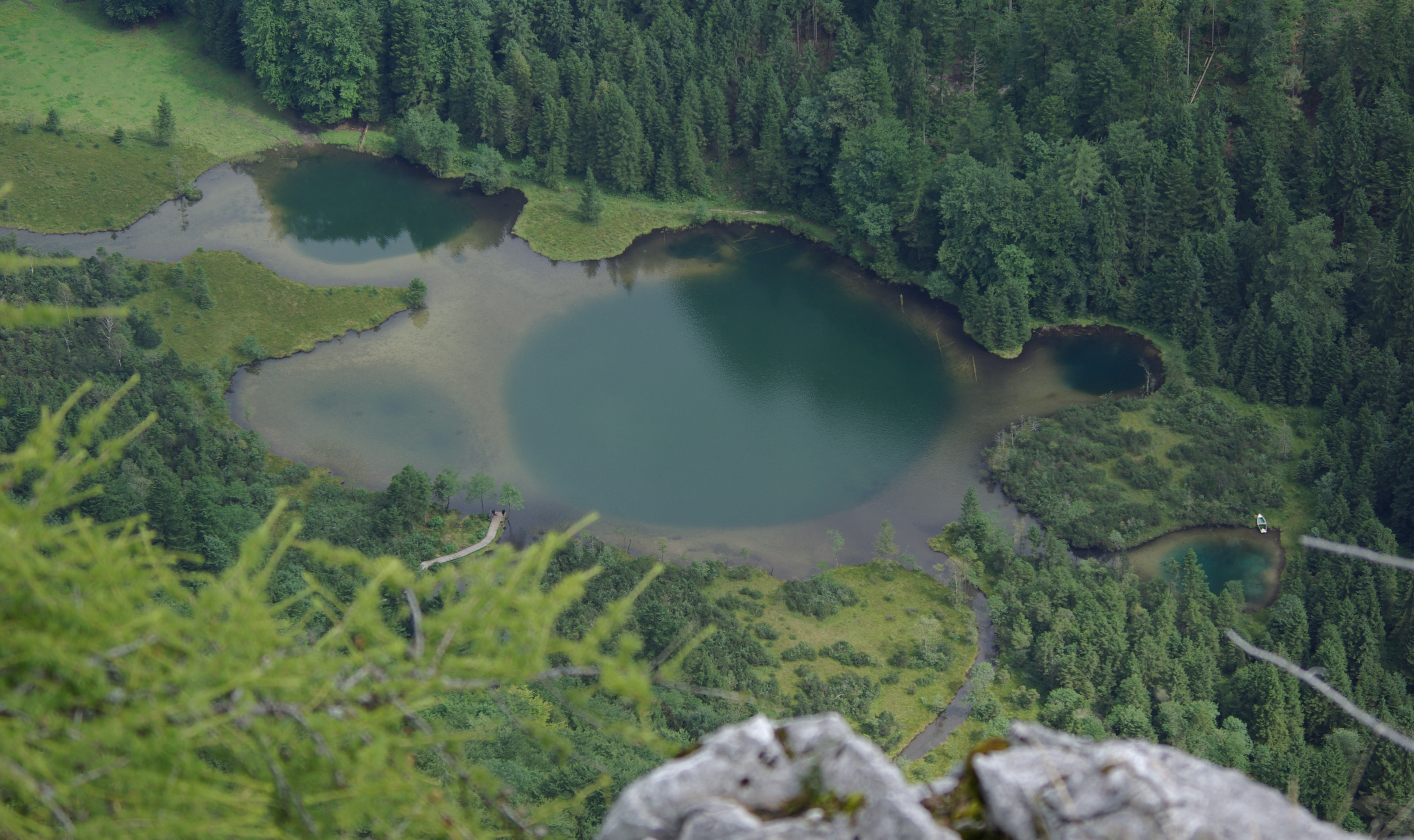
Falkensee vom Gipfel des Falkensteins, Blick Richtung Osten.

Der über Saalach und Salzach entwässernde Weißbach entspringt nur gut 200 Meter südlich des Falkenseebaches.